# برونو پادولاتزی
برونو پادولاتزی (انگلیسی: Bruno Padulazzi; ۳ سپتامبر ۱۹۲۷ – ۲۷ فوریهٔ ۲۰۰۵) بازیکن فوتبال اهل ایتالیا بود.
از باشگاه‌هایی که در آن بازی کرده‌است می‌توان به باشگاه فوتبال اینتر میلان و باشگاه فوتبال تورینو اشاره کرد.